# Tarbosaurus
Tarbosaurus („děsivý ještěr“) byl rod obřího teropodního dinosaura z čeledi Tyrannosauridae, žijícího na území současného Mongolska a Číny v období pozdní křídy (asi před 66,7 miliony let). Představoval nejspíš vývojově nejbližšho příbuzného populárního severoamerického druhu Tyrannosaurus rex, kterému se i značně podobal a blížil se mu také svými rozměry. Spolu s ním a s druhem Zhuchengtyrannus magnus proto spadá do podčeledi Tyrannosaurinae a do tribu Tyrannosaurini.

## Rozměry

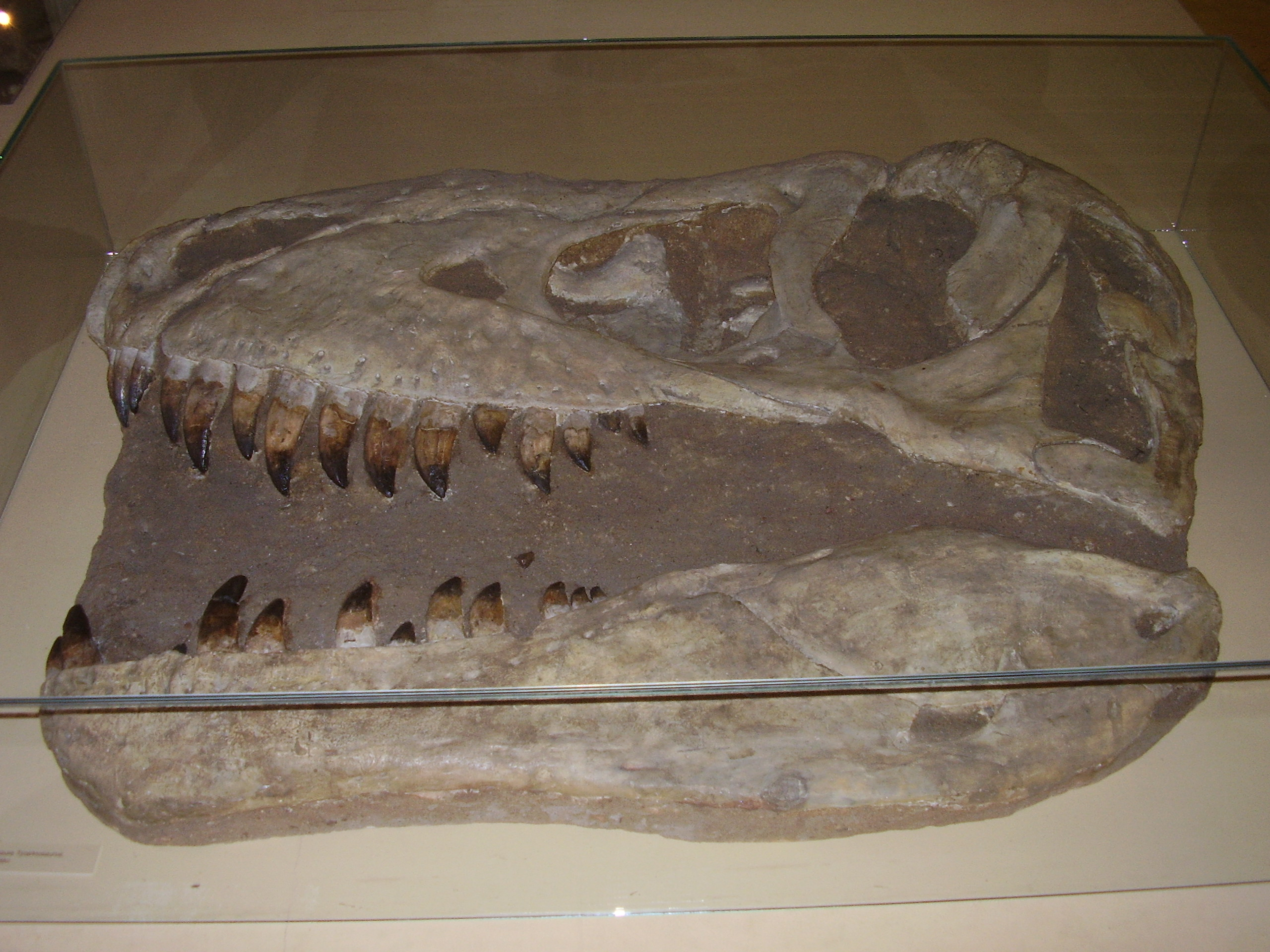
Odlitek lebky tarbosaura (Národní muzeum, 2007).

Tarbosaurus dosahoval v průměru délku kolem 9,5 metru a hmotnosti asi 4000 kilogramů, největší objevené exempláře však byly větší. Dosahovaly délky až 12 metrů, přestože i 10 metrů dlouzí jedinci již patří k velkým exemplářům. Odhadovaná hmotnost dospělců pak činí 4 až 6 tun. Exemplář PIN 552-1 s lebkou dlouhou asi 135 cm měřil na délku zhruba 9,9 metru a dosahoval odhadované hmotnosti kolem 4460 kilogramů. Některé údajné tarbosauří nálezy sovětských expedic z 80. let minulého století měly být podstatně větší a naznačovaly celkovou délku i přes 15 metrů, čímž by se Tarbosaurus zařadil mezi největší známé teropody vůbec. Vědecká veřejnost však tyto zmínky dnes nebere příliš vážně.

## Areál rozšíření
Tarbosaurus žil na území dnešního Mongolska a severní Číny (například souvrství Nemegt, souvrství Jü-liang-ce a některá další) před asi 71 až 68 miliony let (a žil tedy jen o pár milionů let dříve než slavnější severoamerický Tyrannosaurus). Podle jedné vědecké studie z roku 2016 mohl být tarbosaurus přímým vývojovým předkem severoamerického tyranosaura (poté, co se asi před 67 miliony let vytvořil pevninský most mezi východní Asii a Severní Amerikou, po kterém přešel do své nové domoviny).
Detailní výzkum zubů tarbosaura ukázal, že se živil převážně hadrosauridy a sauropody, a také to, že v době jeho výskytu v ekosystémech souvrství Nemegt zde byly teploty o 10 °C vyšší než dnes a zalesněná krajina tvořená zejména dřevinami z čeledi Araucariaceae byla podstatně vlhčím a k životu vhodnějším místem než dnes.

## Paleoekologie

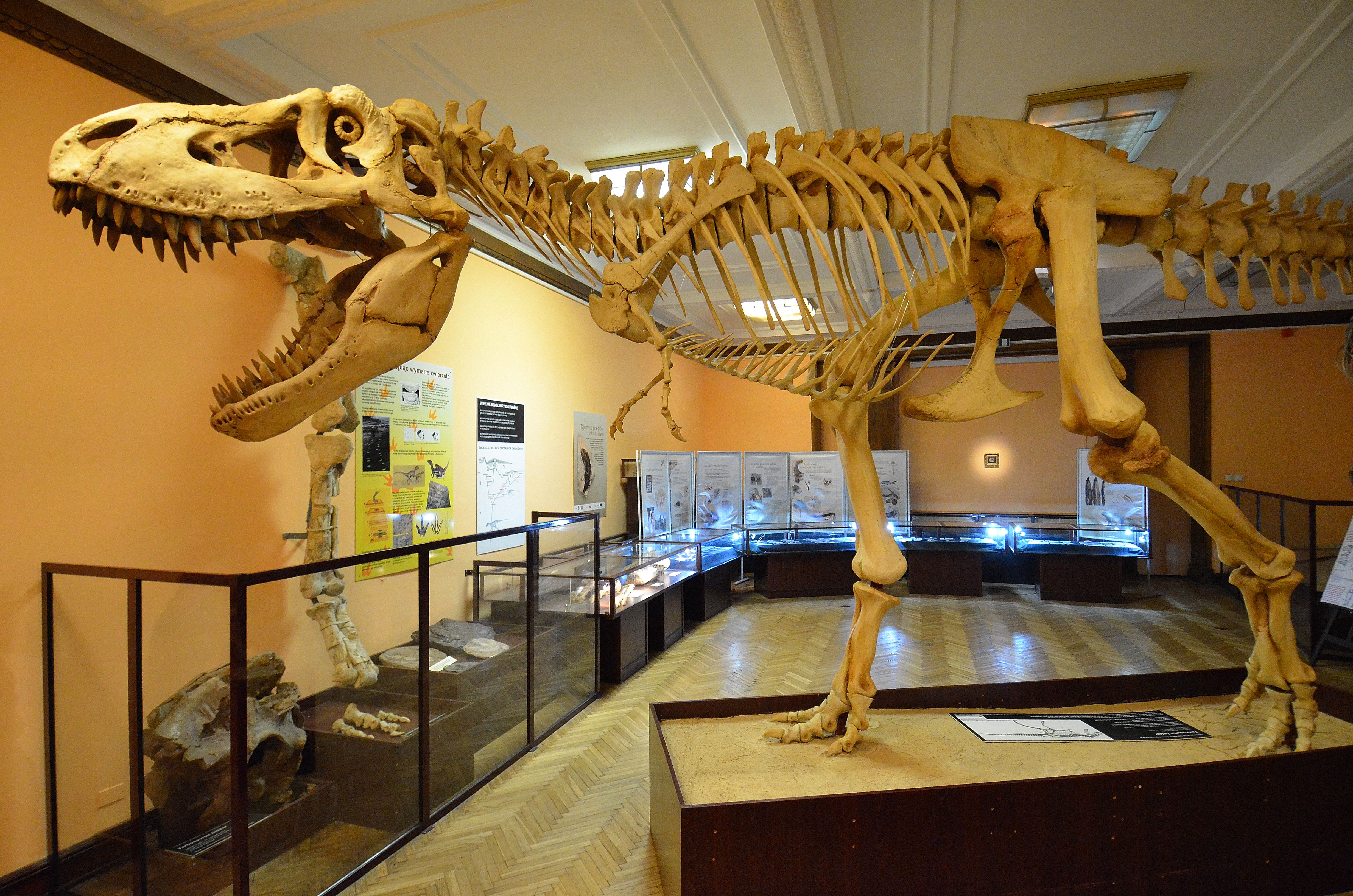
Tarbosaurus bataar – rekonstrukce kostry

Tarbosaurus zřejmě disponoval stejně silným čelistním stiskem jako jeho severoamerický bratranec tyranosaurus. Je tedy možné, že to byl mrchožrout, avšak nejspíš také aktivní lovec. Zajímavý objev kostry kachnozobého dinosaura saurolofa, jehož ramenní kost byla okousána tarbosaurem, dokládá tarbosauří apetit pro zdechliny. Nález byl učiněn v Gobi v roce 1995 a popsán o 15 let později. Podle jednoho dosud nepopsaného fosilního objevu otisků kůže v okolí lebky tarbosaura z Mongolska mohl mít tento teropod pod spodní čelistí výrazný hrdelní vak, který by mu mohl sloužit jako přechodný skladovací prostor pro masitou potravu při pojídání těl velkých býložravých dinosaurů.
Výzkum stavby spodní čelisti těchto teropodů ukázal, že stejně jako slavnější příbuzný druh Tyrannosaurus rex měli patrně citlivý senzorický systém na konci svých čelistí.

### Společenské chování
Objev více exemplářů tarbosaura na jedné lokalitě prostřednictvím expedic v letech 2001 až 2010 vedl k domněnce, že tito obří teropodi možná lovili v organizovaných smečkách. Ve skutečnosti ale pro takový druh sociálního chování u tyranosauridů nemáme žádné pevné důkazy, protože pouhé nahromadění kosterních pozůstatků více jedinců ještě neznamená, že pohromadě i žili a například společně lovili. K nahromadění mohlo dojít i vlivem ekologických a fyzikálních faktorů, jako jsou živelné pohromy, přírodní pasti, apod.

## Nálezy

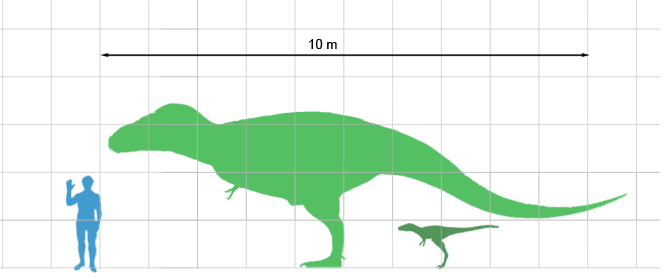
Porovnání velikosti mláděte a dospělce tarbosaura s dospělým člověkem.

První vědecky rozeznané fosilní kosti tohoto velkého teropoda byly objeveny sovětsko-mongolskou expedicí v roce 1946 v poušti Gobi a formálně byly popsány sovětským paleontologem Jevgenijem Malejevem v polovině 50. let. V nedávné době byly fosilie tarbosaura objeveny i na území severovýchodní Číny. Mnohé nálezy byly v minulosti a jsou i v současné době předmětem sporů a právních bitev, protože jsou načerno pašovány z Mongolska a prodávány na černém trhu s fosilemi.
V roce 2008 byl japonskými paleontology oznámen unikátní objev téměř kompletní kostry mláděte tohoto rodu. Bylo dlouhé jen 2 metry a zemřelo zřejmě v 5 letech věku. Mládětem tarbosaura ve věku tří let je nejspíš také kontroverzní holotyp tyranosaurida, popsaný v roce 2009 rodovým jménem Raptorex (podle některých výzkumů pochází fosilie tohoto teropoda ze sedimentů geologického souvrství Nemegt). Tarbosauří mládě umožnilo učinit si lepší představu o ontogenezi i vývoji jeho chrupu.
V roce 1991 byly mezinárodní paleontologickou expedicí objeveny fosilie ocasu, pánve a zadních končetin tarbosaura s četnými otisky textury kůže (někdy je tento nález přezdíván "Tarbosauří mumie"). Tento vzácný a potenciálně velmi významný exemplář však nebyl vyzdvižen a pravděpodobně podlehl erozi.